# Orthiopteris campylura
Orthiopteris campylura är en ormbunkeart som först beskrevs av Kze., och fick sitt nu gällande namn av Edwin Bingham Copeland. Orthiopteris campylura ingår i släktet Orthiopteris och familjen Saccolomataceae. Inga underarter finns listade.